# Fidena bistriga
Fidena bistriga är en tvåvingeart som beskrevs av David Fairchild och José Albertino Rafael 1985. Fidena bistriga ingår i släktet Fidena och familjen bromsar. Inga underarter finns listade i Catalogue of Life.